# Luis Felipe Martínez
Luis Felipe Martínez (n. 26 de mayo de 1955) es un exboxeador cubano.
En los Juegos Olímpicos de Montreal 1976, obtuvo la medalla de bronce.
En el II Campeonato Mundial de Boxeo de 1978 obtuvo la medalla de plata.
- Datos: Q328517